# Ziad Jarrah

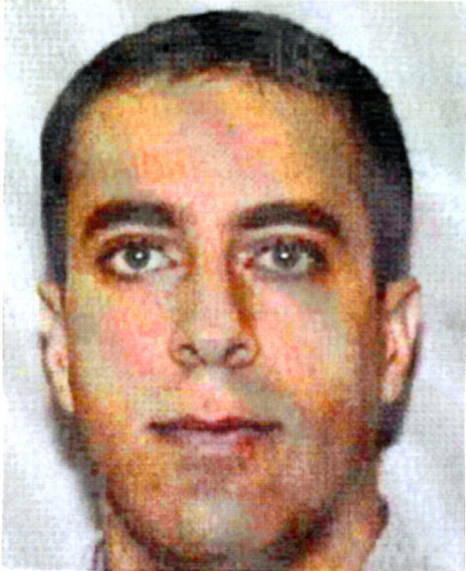
Führerschein-Foto von Ziad Jarrah

Ziad Samir Jarrah (arabisch زياد سمير جراح Ziyād Samīr Dscharrah, DMG Ziyād Samīr Ǧarrāḥ; * 11. Mai 1975 in Mazraa, Libanon; † 11. September 2001 in Shanksville, Pennsylvania, USA) war ein Terrorist, der vom FBI als einer der Entführer des United-Airlines-Fluges 93 und als Beteiligter an den Anschlägen vom 11. September 2001 benannt wurde.

## Leben
Es gilt als sicher, dass er bei den Anschlägen vom 11. September 2001 als Pilot eines der vier Flugzeuge gesteuert hat. Als Anschlagsziel wurden später das Weiße Haus, das Kapitol oder der Landsitz des US-Präsidenten in Camp David vermutet. In einem Interview mit dem Al-Jazeera-Redakteur Yosri Fouda vom Juni 2002 sagte das al-Qaida-Mitglied Ramzi Binalshib, das vierte Flugzeug habe das Kapitol treffen sollen. Alle Insassen starben bei dem Absturz auf einem Feld. Eine teilweise verbrannte Kopie seines US-Visums konnte laut 9/11-Kommission bei der Absturzstelle in Somerset County geborgen werden. Ziad Jarrah wurde 26 Jahre alt.
1996/1997 belegte Jarrah erfolgreich einen DSH-Deutschkurs in einem An-Institut der Universität Greifswald, um damit die Zulassung zum Studium in Deutschland zu erlangen. Ab 1997 studierte er Flugzeugbau an der Fachhochschule Hamburg. Gemeinsam mit Mohammed Atta und weiteren in Hamburg studierenden Islamisten bildete er die Hamburger Terrorzelle. Wie alle Terroristen des 11. September war er Salafist. Er gehörte hierbei der dschihadistischen Ausprägung dieser Richtung des Islam an. Jedoch wird berichtet, dass Jarrah bis zuletzt, insbesondere im Vergleich zu den übrigen Attentätern, einen vergleichsweise „lockeren“ Lebensstil gepflegt habe, was für Spannungen innerhalb der Gruppe sorgte.
Im Oktober 2006 wurde der Sunday Times ein nicht vertontes Al-Qaida-Video bekannt, in dem am 18. Januar 2000, vermutlich in einem afghanischen Trainingslager, Jarrah und Mohammed Atta zu sehen sind. In einer Szene liest Atta aus einem als Testament bezeichneten Dokument.
Vor dem Attentat war Jarrah mit einer Medizinstudentin liiert. Er hielt sich während dieser Liaison über einen längeren Zeitraum in Bochum auf und lebte gemeinsam mit seiner Freundin in einem Studentenwohnheim. Im Laufe des Jahres 1999 heirateten Jarrah und seine Freundin nach islamischem Ritus in der Hamburger Al-Nour-Moschee. Nach dem Attentat stellte der deutsche Verfassungsschutz Briefe Jarrahs an seine Freundin bzw. nach islamischem Rechtsverständnis Ehegattin sicher, aus denen sich zusätzlich zu bisherigen Ermittlungsergebnissen seine Beteiligung an den Anschlägen ergab. In der Folge kam es auch zu Durchsuchungsmaßnahmen in Moscheen, die Jarrah in Bochum besucht hatte.
Am 23. November 2008 veröffentlichte der US-Fernsehsender MSNBC Ausschnitte aus einem Videoband, das Jarrah mehr als ein Jahr vor 9/11 zeigt, wie er von mutmaßlichen Al-Qaida-Instrukteuren dazu angeleitet wird, sein eigenes Propaganda-Märtyrer-Video zu drehen.

## Im Film
- Jarrah wurde in dem Film Flug 93 vom britischen Schauspieler Khalid Abdalla dargestellt.
- Jarrah wurde im Film Flight 93 – Todesflug am 11. September dargestellt von Dominic Rains.
- Im Spielfilm The Hamburg Cell spielt ihn Karim Saleh. In diesem Film über die Hamburger Terrorzelle ist Jarrah Hauptfigur.
- Im Spielfilm Die Welt wird eine andere sein (2021) wird er von Roger Azar dargestellt.